# Maranta furcata
Maranta furcata är en strimbladsväxtart som beskrevs av Christian Gottfried Daniel Nees von Esenbeck och Carl Friedrich Philipp von Martius. Maranta furcata ingår i släktet Maranta och familjen strimbladsväxter. Inga underarter finns listade.